# Chantilly

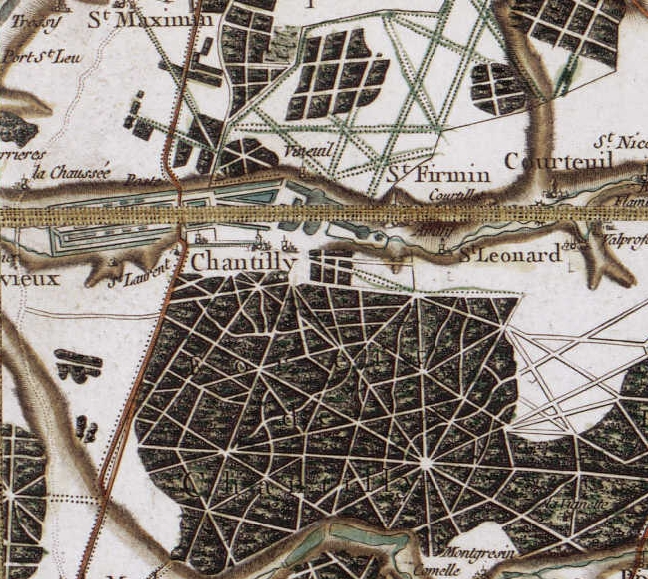
Chantilly hacia 1780 (mapa de Cassini).

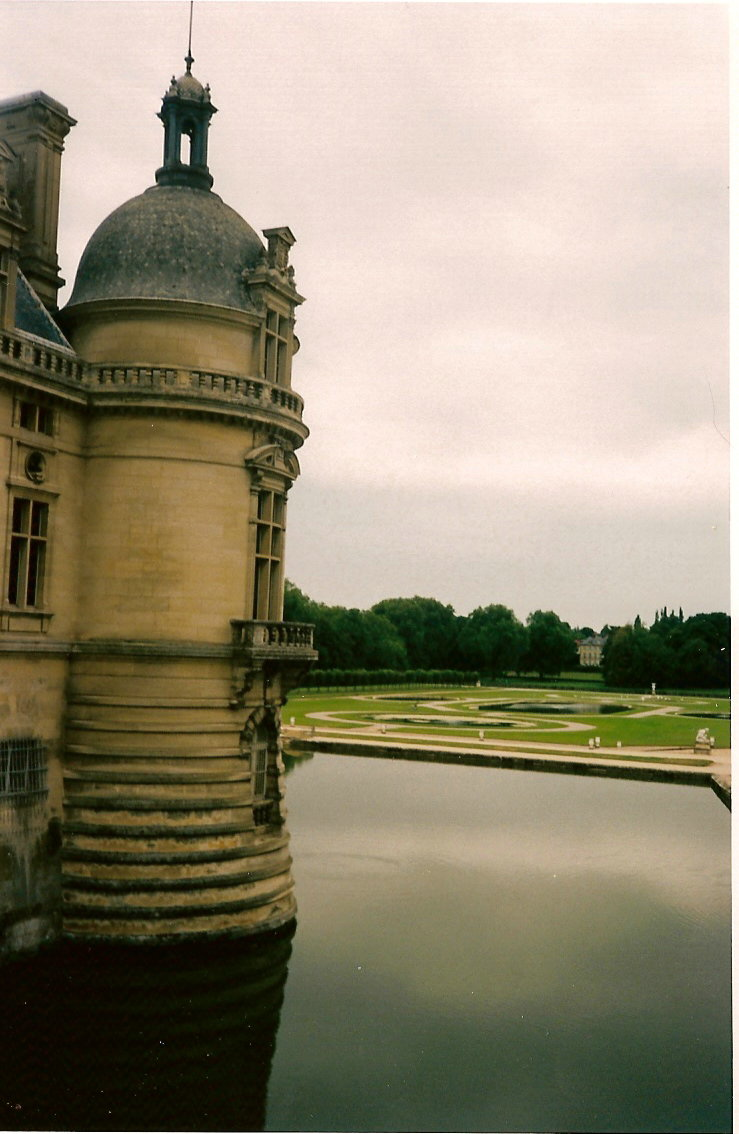
Vista parcial del castillo de Chantilly.

Chantilly es una comuna francesa, situada en el departamento de Oise en la región de Picardía.

## Geografía
Situada a orillas del Nonette. Hay cuatro barrios en Chantilly, que son: el Coq Chantant, la Cité Lefébure, el Bois Saint-Denis y la propia ciudad organizada en dos núcleos, alrededor de la rue del Connétable y de la avenida del mariscal Joffre.
El municipio cuenta con una estación en la línea RER D.

## Historia
En sus orígenes, Chantilly sólo era un castillo. Enrique III de Borbón-Condé convirtió Chantilly en parroquia en 1692 para los criados que debían alojarse en la propia localidad. Su nieto, Luis IV Enrique de Borbón-Condé, es el auténtico fundador de la ciudad, de la que hace que se trace una primera planta.
Durante la Primera Guerra Mundial, el Mariscal Joffre instaló su Estado Mayor en Chantilly.

## Demografía
| 8.197                                                                               | 10.246 | 10.552 | 10.065 | 11.341 | 10.902 |
| Los datos a partir de 1962 proceden del censo sin duplicidades por doble residencia |        |        |        |        |        |

## Economía
La principal fuente de ingresos de la localidad es el turismo:
- Gran masa forestal (que forma parte del parque natural regional Oise-Pays de France) que agrupa los bosques de Chantilly, de Ermenonville, bosque del Lys y de Halatte. Los bosques son escenario, en temporada, de caza a caballo con perros.
- Hipódromo de Chantilly, que acoge muchas carreras de caballos.
- La porcelana de Chantilly es una de las más antiguas de Francia, anterior a la de Sèvres y Limoges. También es el lugar en el que se inventaron los encajes y la crema chantilly, un tipo de crema de leche.

## Lugares y monumentos
- El Castillo de Chantilly, construido por los Montmorency y luego residencia de los Condé y por último de Enrique de Orleans (duque de Aumale), quinto hijo de Luis Felipe I de Francia, quién lo donó al Instituto de Francia. El castillo tiene unos famosos establos. Aquí se rodó la película de James Bond 007 Panorama Para Matar.
- Museo Condé en el castillo.
- Los Grandes Establos (Museo Vivo del Caballo).
- El Pabellón de Manse y sus máquinas hidráulicas. A orillas de la Nonette, en el centro de Chantilly, el Pabellón de Manse se construyó a finales del siglo XVII para albergar una máquina hidráulica contemporánea de la máquina de Marly. Su función era extraer el agua de una fuente, elevarla para llenar un depósito a cielo abierto y desde allí distribuirla a los estanques, fuentes, cascadas y surtidores que adornaban el jardín del Gran Condé, primo del rey Luis XIV de Francia, diseñado por Le Nôtre.

## Personalidades relacionadas
- François Vatel (1631-1671), maître francés, presunto inventor de la crema chantilly.
- Joseph Joffre (1852-1931), militar francés, mariscal de Francia.
- Abate Prévost (1697-1763), novelista francés.

## Deportes
El polo es muy practicado y en el año 2004 se disputó el Campeonato Mundial de Polo, torneo que fue ganado por la selección brasileña.

## Ciudades hermanadas
- Überlingen (Alemania)
- Watermael-Boitsfort (Bélgica)
- Epsom and Ewell (Inglaterra)
- Himeji (Japón)